# Jorge Sosa
Jorge Bolívar Sosa Saint clair (nacido el 28 de abril de 1977 en Santo Domingo) es un lanzador dominicano que se encuentra en la organización de los Yokohama DeNA BayStars en la Liga Japonesa. Además jugó en las Grandes Ligas de 2002 a 2010 y para los Leones de Yucatán en la Liga Mexicana de Béisbol.

## Carrera de Grandes Ligas
Firmado por los Rockies de Colorado como amateur en 1995, Sosa pasó sus primeras cinco temporadas en ligas menores como jardinero, pero se convirtió en lanzador, cuando se descubrió que la fuerza de su brazo era superior a la capacidad de su bateo. Sosa lanza su recta de hasta 99 MPH, pero por lo general se encuentra en 90-95. También lanza una curva, un slider, y un cambio de velocidad.
Sosa pasó un tiempo en las organizaciones de ligas menores de los Rockies, los Marineros de Seattle y Cerveceros de Milwaukee antes de dirigirse a los Tampa Bay Devil Rays en el draft de la regla 5. Sosa fue cambiado desde los Devil Rays a los Bravos de Atlanta por el infielder Nick Green justo antes de la temporada 2005.

### Temporada 2005
Sosa disfrutó de una gran temporada con los Bravos en 2005. Después de iniciar el año en el bullpen, fue trasladado a la rotación en junio después de una serie de lesiones por parte de los lanzadores abridores de los Bravos. Sosa estaba emocionado por tener la oportunidad de abrir, y respondió yéndose 11-3 como abridor y dándole a la rotación un brazo importante en la recta final de la temporada. Para el año, Sosa se fue 13-3 con una impresionante efectividad de 2.55. Más impresionante, sin embargo, fue su récord de 8-0. Esto le mereció una apertura en el tercer juego de la Serie Divisional de la Liga Nacional en Houston, Texas contra los Astros de Houston.
Sosa lanzó bien en su debut en postemporada, pero fue superado por ellanzador de los Astros Roy Oswalt en una eventual victoria de Houston, finalmente, entregándole una derrota a Sosa en el Turner Field de Atlanta.
Durante su fuerte temporada de 2005, Sosa se ganó una buena reputación por su extraordinaria capacidad para salir de momentos de tensión creados por él mismo, mientras que los bateadores opuestos apenas bateaban .194 con corredores en posición de anotar, y .063 con las bases llenas.

### Temporada 2006
Sosa firmó un contrato de un año por valor de $2.2 millones de dólares con los Bravos, y entró de nuevo en la rotación en la temporada 2006. Pero la magia de tanto éxito que tenía Sosa en el año 2005 se acabó, con una funesta apertura de 2-9, mientras era condenado por un excesivo número de jonrones. Sus deficiencias, junto con un bullpen de los Bravos inestable, llevó al mánager Bobby Cox a probar a Sosa como relevista. Sosa no fue eficaz en ese papel y fue designado para asignación el 30 de julio de 2006. Fue cambiado a los Cardenales de San Luis por el lanzador de ligas menores Rich Scalamandre el 31 de julio de 2006. Sosa compiló una efectividad de 5.28 en su corta estadía con los Cardenales y no fue incluido en el roster de postemporada, perdiéndose la victoria de los Cardenales en la Serie Mundial de 2006. No se le ofreció un contrato para el 2007, convirtiéndose en agente libre.
Sosa conectó el primer jonrón de su carrera el 6 de abril de 2006, frente a Jeff Fassero de los Gigantes de San Francisco. Los otros dos hit que Sosa registró en esa temporada también fueron jonrones. Sosa también lanzó para la República Dominicana en el Clásico Mundial de Béisbol 2006.

### Temporada 2007
Sosa comenzó la temporada 2007 con un nuevo contrato por un año, esta vez por $1.25 millones de dólares y como miembro de los Mets de Nueva York, y jugando para el equipo de Triple-A afiliado a los Mets en Nueva Orleans. Un mes después de la temporada, Orlando Hernández sufrió una lesión y Sosa fue llamado a ocupar su lugar en la rotación abridora, mientras se recuperaba.
El 5 de mayo de 2007, hizo su debut en la temporada para los Mets, en un partido contra los Diamondbacks de Arizona. En una actuación muy sólida, Sosa mantuvo los Diamondbacks sin permitirles anotaciones durante los primeros seis innings del juego. Después de hacer el primer out en el séptimo, fue retirado del juego cuando permitió que los próximos dos hombres llegaran a las bases. Ambos corredores finalmente dieron la vuelta al marcador. Sin embargo, el bullpen de los Mets, no permitió más carreras, asegurando una victoria para los Mets y para Sosa con marcador de 6-2. La línea de estadísticas finales de Sosa en su debut con los Mets fue: 6 innings y un tercio lanzados, 4 hits, 2 carreras, 2 carreras limpias, 2 bases por bolas, 3 ponches.
Sosa continuó lanzando bien en sus juegos después de su debut. En sus primeras tres aperturas con los Mets, duró más de seis innings en cada salida y entregó más de 2 carreras en cualquiera de estas apariciones. Como resultado de su caliente salida, cuando llegó el momento de que Hernández saliera de la lista de lesionados, los Mets optaron por mantener a Sosa con el equipo sustituyendo al novato Mike Pelfrey en la rotación de abridores de forma permanente.
El 8 de junio, después de lanzar ocho entradas en blanco, Sosa se convirtió en el primer lanzador de los Mets en la historia del equipo en ganar seis de sus primeras siete aperturas con el equipo.
El 2 de julio, los Mets colocaron a Sosa en la lista de lesionados de 15 días, después de haber sufrido una lesión en el tendón de la corva.
El 17 de julio, Sosa regresó desde la lista de lesionados para lanzar bien en una apertura contra los Padres de San Diego, permitiendo a sólo dos carreras en seis entradas lanzadas. Terminó perdiendo el juego por falta de apoyo ofensivo por parte de su equipo, y el bullpen no pudo mantener la ventaja que había dejado Sosa. Los Mets perdieron el juego con un marcador de 5-1. Sosa hizo dos salidas después de este partido, pero sus actuaciones fueron horribles.
Después del 31 de julio, Sosa fue utilizado como relevista en vez de abridor, y el lanzador Brian Lawrence lo reemplazó en la rotación de abridores. Sosa lanzó bien desde el principio en este nuevo papel, registrando una efectividad de 1.69 en los primeros 16 innings tras su traspaso al bullpen. Sin embargo, Sosa pifió como relevista en el último mes de la temporada. Su promedio de efectividad en septiembre fue 6.57 en los 12 innings y un tercio lanzados.

### Temporada 2008
Sosa comenzó la temporada 2008 como miembro del bullpen de los Mets. A finales de 2007 su mala racha como un relevista continuo, permitiendo 17 carreras limpias en 21.2 entradas lanzadas. El 13 de mayo, un día después de permitir cuatro carreras limpias en una entrada contra los Nacionales de Washington, Sosa fue designado para asignación por los Mets de Nueva York. El 21 de mayo, Sosa fue liberado por el equipo.
El 28 de mayo, Sosa firmó un contrato de ligas menores con los Astros de Houston, pero fue liberado en julio. El 25 de julio, firmó otro contrato de ligas menores con los Marineros de Seattle, y fue asignado al equipo de Triple-A, Tacoma Rainiers.
El 22 de agosto, Sosa fue suspendido 50 partidos por las Grandes Ligas debido al uso de una anfetamina que se utiliza como una droga para mejorar el rendimiento.

### Temporada 2009
El 18 de diciembre de 2008, Sosa firmó un contrato de ligas menores con los Nacionales de Washington. El 8 de septiembre de 2009, los Nacionales lo liberaron.

### Temporada 2010
El 15 de enero de 2010, Sosa firmó un contrato de ligas menores con los Medias Rojas de Boston. Más tarde fue liberado y firmó con los Marlins de la Florida. Fue miembro de la rotación de abridores para la filial de AAA de liga menores de los Marlins, hasta que fue ascendido a los Marlins el 21 de julio.

## Japón
Sosa firmó un contrato por un año con los Chunichi Dragons en Japón el 5 de febrero de 2012.